# Pabellón junto al lago
El Pabellón junto al lago (en chino :湖边凉亭), es una pintura realizada durante la dinastía Joseon de la península de Corea. Creada a finales del siglo XVIII, esta pintura mede 45.4 cm de altura y 27.6 cm de ancho, fue ejecutada por un artista desconocido con el nombre de estilo «Samoje» (literalmente, «Estudio de tres y cinco»). El artista, probablemente un pintor profesional de la clase Jung ( «gente del medio») de la dinastía Joseon que no se puede determinar debido a la falta de documentación. Por lo tanto, es difícil confirmar la identidad y el nombre del artista. La composición del Pabellón junto al lago probablemente se adaptó de los manuales de pintura populares de la dinastía Ming (1368-1644) importados de China. Uno de los ejemplos más destacados para estos manuales de pintura fue el manual de pintura Mustard Seed Garden.

## Descripción
Con la influencia china, la pintura de la península coreana se originó durante el periodo de los Tres Reinos de Corea en general en forma de pintura mural. Eventualmente se convirtió en pintura monocromática o pintura ligera. Los temas naturalistas se convirtieron en temas populares para la pintura coreana. El Pabellón junto al lago, que pertenece a finales del siglo XVIII, fue creado durante la dinastía Joseon de la península de Corea. Podría ser pintado por un pintor profesional perteneciente a Jung de Joseon. Esta pintura mede 45.4 cm de altura y 27.6 cm de ancho. El pintor ha usado el término Samoje como su nombre de estilo. Pero ni la identidad definida ni el nombre de pila del pintor se han podido determinar.
La visión actual es que Pabellón junto al lago probablemente fue adaptada de un popular manual de pintura de la dinastía Ming importado de China, como el famoso manual de pintura Mustard Seed Garden. En 1915, la pintura fue donada al Museo Metropolitano de Arte por la fundación Rogers. La pintura ha sido exhibida en la exposición de «Arte de Corea» del Museo Metropolitano entre 2006 y 2010, respectivamente.